# 입암로
입암로(Ibam-ro)는 전북특별자치도 정읍시 입암면 신월삼거리에서 김제시 입암면 입암사거리에서 잇는 도로이다.

## 주요 경유지
전북특별자치도
- 정읍시 (입암면)

## 노선
| 이름        | 접속 노선               | 소재지 | 소재지 | 비고 |
| ----------- | ----------------------- | ------ | ------ | ---- |
| 신월삼거리  | 정읍남로                | 정읍시 | 입암면 |      |
| 등룡육교    |                         | 정읍시 | 입암면 |      |
| 입암 교차로 | 국도 제1호선 (정읍대로) | 정읍시 | 입암면 |      |
| 입암사거리  | 제25호선 호남고속도로   | 정읍시 | 입암면 |      |